# Salvatore Carrubba
Salvatore Carrubba (Catania, 19 maggio 1951) è un giornalista e scrittore italiano.

## Biografia
Laureato in Giurisprudenza all'Università Statale di Milano, è stato Direttore della Fondazione Luigi Einaudi per gli studi di politica ed economia di Roma dal 1978 al 1990.
Dal 1993 al 1996 è Direttore Responsabile del quotidiano Il Sole 24 Ore, per il quale è attualmente editorialista.
Nel 1997 viene nominato dal sindaco Gabriele Albertini assessore alla Cultura del Comune di Milano, incarico che mantiene fino al 2005.
È professore a contratto presso l'Università IULM.
Ricopre le cariche di: Direttore scientifico della Scuola di comunicazione  dell'Università IULM; Presidente del Piccolo teatro di Milano; Presidente della Fondazione Collegio delle università milanesi; vice Presidente della Fondazione Sicilia; vicepresidente dell'ente Lac di Lugano; Presidente del Comitato di Milano dell'Istituto per la storia del Risorgimento italiano; Direttore della rivista Il Risorgimento.